# Hilde Körber
Hilde Körber (ur. 3 lipca 1906 w Wiedniu, zm. 31 maja 1969 w Berlinie Zachodnim) – austriacka aktorka filmowa i teatralna, aktywna głównie w Niemczech. 

## Wybrane role filmowe
- 1930: Die Jagd nach dem Glück – Wells
- 1937: Władca (Der Herrscher) – Bettina Clausen
- 1939: Robert Koch (Robert Koch, der Bekämpfer des Todes) – pani Göhrke
- 1941: Wujaszek Krüger (Ohm Krüger) – burska kobieta
- 1942: Wielki król (Der große König) – Elisabeth
- 1943: Z miłości do dziecka (Damals) – pani Gaspard
- 1945: Via Mala  (Brand im Ozean) – Hanna
- 1948: Morituri – szalona
- 1954: Wyznanie Iny Kahr (Das Bekenntnis der Ina Kahr) – pani Stuckmann
- 1956: Szatan zazdrości (Teufel in Seide) – Sophie
- 1956: Mój ojciec aktor (Mein Vater, der Schauspieler) – suflerka
- 1958: Będę cię na rękach nosił (Ich werde dich auf Händen tragen) – Anne